# Клаудія Веллс
Клаудія Грейс Веллс (англ. Claudia Wells; 5 липня 1966) — американська акторка та підприємиця.

## Біографія
Народилася 5 липня 1966 року в місті Куала-Лумпур, Малайзія. Виросла в Сан-Франциско, штат Каліфорнія. Акторську кар'єру почала в 1979 році зі зйомок у телесеріалах. Успіх прийшов після фільму «Назад у майбутнє» (1985), де вона зіграла Дженніфер Паркер. Продовжити цю роль у наступних частинах трилогії не змогла через рак, діагностований у її матері (роль виконала Елізабет Шу). У 1985 році знялася в музичному відеокліпі «Stop the Madness», який був частиною кампанії по боротьбі з наркотиками.
З 1986 року в кар'єрі акторки настала тривала перерва. У 1996 році вона повернулася в кіно для зйомок у фільмі «Still Waters Burn», який вийшов у 2008 році на DVD. Після тривалої перерви Веллс повернувся до акторської роботи в 2011 році, зігравши невелику роль у науково-фантастичному фільмі «Армагеддон прибульців». У тому ж році озвучила Дженніфер Паркер у відеогрі «Back to the Future».
З 1991 року є власницею магазину чоловічого одягу «Armani Wells», який розташований в Студіо-Сіті, Лос-Анджелес.
Має сина Себастьяна.

## Фільмографія
| Рік       |    | Українська назва              | Оригінальна назва          | Роль                    |
| --------- | -- | ----------------------------- | -------------------------- | ----------------------- |
| 1979      | с  | Сім'я                         | Family                     | Деніз / Барбара Коллінз |
| 1981      | с  | Прокинься і співай            | Rise and Shine             | Петсі Д'Аллісандро      |
| 1981      | с  | Ударний загін                 | Strike Force               | Петті                   |
| 1982      | с  | Гербі, Фольксваген-жук        | Herbie, the Love Bug       | Джулі Маклейн           |
| 1982      | с  | Коханці та інші незнайомці    | Lovers and Other Strangers | Мері Клер Дельвеккіо    |
| 1984      | с  | Слава                         | Fame                       | Марья                   |
| 1984—1985 | с  |                               | Off the Rack               | Шеннон Галлоран         |
| 1984—1986 | с  | CBS Особливі шкільні канікули | CBS Schoolbreak Special    | Ліза / Венді            |
| 1984      | тф | Анатомія хвороби              | Anatomy of an Illness      | Саракіт                 |
| 1985      | тф | Спроможний зробити            | Able to Do                 |                         |
| 1985      | ф  | Назад у майбутнє              | Back to the Future         | Дженніфер Паркер        |
| 1985      | с  | Мисливець Джон                | Trapper John, M.D.         | Кенді                   |
| 1985      | с  | Саймон і Саймон               | Simon & Simon              | Фібі Гласс              |
| 1986      | с  | Безтурботні часи              | Fast Times                 | Лінда Барретт           |
| 1986      | с  | Брати                         | Brothers                   | Сара                    |
| 2008      | ф  |                               | Still Waters Burn          | Лора Гарпер             |
| 2011      | ф  | Армагеддон прибульців         | Alien Armageddon           | Ейлін Делі              |
| 2011      | с  | Менталіст                     | The Mentalist              | Марні Грін              |
| 2013      | кф | Ти не самотній                | You Are Not Alone          | мама Крістіни           |
| 2013      | кф | Макс                          | Max                        | мама                    |
| 2014      | ф  | Зоряний крейсер: Повстання    | Starship: Rising           | капітан Севедж          |
| 2014      | с  |                               | Zero Impact Home           | Future Petal            |
| 2015      | с  | Повернення дітей              | The Comeback Kids          | Клаудія Веллс           |
| 2015      | ф  |                               | Room and Board             | Наташа                  |
| 2015      | ф  |                               | Vitals                     | Маргарет Паркс          |
| 2015      | ф  |                               | Quinn                      | Ронні                   |
| 2015      | ф  |                               | EP/Executive Protection    | Пем Тревіс              |
| 2016      | ф  |                               | My Cousin's Ghetto Wedding | Клаудія                 |
| 2016      | ф  |                               | Breakin' Evolution         | Джулі                   |

## Озвучення відеоігор
- 2011 — Back to the Future: The Game — Episode 3, Citizen Brown — Дженніфер Паркер
- 2011 — Back to the Future: The Game — Episode 4, Double Visions — Дженніфер Паркер
- 2015 — Back to the Future: The Game — 30th Anniversary Edition — Дженніфер Паркер